# Felix Aumüller
Felix Johann Baptist Aumüller (* 31. Mai 1898 in Volkach) war ein deutscher politischer Funktionär (NSDAP) und SA-Führer, zuletzt im Rang eines SA-Gruppenführers sowie Beisitzer beim Volksgerichtshof während des Zweiten Weltkriegs.

## Leben und Tätigkeit
Aumüller trat zum 1. Januar 1931 der NSDAP bei (Mitgliedsnummer 422.403). In dem im Jahr 1933 gebildeten Außenpolitischen Amt der NSDAP (APA), einer von Alfred Rosenberg geleiteten Parallelorganisation zum Auswärtigen Amt (AA), wurde Aumüller mit der Leitung der Abteilung III (Inland) der von Arthur Schumann geführten Hauptabteilung I (Nachrichtendienst und Organisation) beauftragt. Hinter der bürokratischen Bezeichnung verbarg sich realiter der seit 1931 bestehende – und 1933 von der Reichsleitung der NSDAP in das APA überführte – Partei-Nachrichtendienst der NSDAP (ND). Im Jahr 1933 wurde dem ND als Hauptaufgabe die Überwachung des Auswärtigen Amtes und seiner Mitarbeiter in Hinblick auf ihre politische Zuverlässigkeit zugewiesen. Aumüller war dabei neben Schumanns Stellvertreter Wilhelm Zelger der wichtigste Mitarbeiter des ND-Chefs.
Nachdem die NS-Führung sich im Sommer 1934 entschied, sämtliche zu diesem Zeitpunkt noch verbliebenen Nachrichtendienste der NSDAP und ihrer Unterorganisationen (praktisch war dies nur noch der ND) dem Sicherheitsdienst des Reichsführers SS (SD) einzugliedern, wurde Schumann durch eine Anordnung von Rudolf Heß – die dieser in seiner Eigenschaft als Stellvertreter Hitlers bei der Führung des Parteiapparates der NSDAP erließ – vom 9. Juni 1934 damit beauftragt, für die Überführung des ND in den SD Sorge zu tragen. Nachdem im Juli festgestellt wurde, dass dieser Befehl nicht vollständig ausgeführt worden war, sondern dass ein eigener Inlandsnachrichtendienst Schumanns innerhalb des SD noch immer heimlich weiterbestand, wurde dieser unter dem Vorwurf, die Anordnung Heßs vom Juli 1934 sabotiert zu haben und sich der SS-Führung gegenüber der Treulosigkeit schuldig gemacht zu haben, vorübergehend in Haft genommen und im Dezember 1934 aus der Schutzstaffel (SS) ausgeschlossen. Bei einer Neuüberprüfung des Sachverhalts im Jahr 1937 gelangte das SS-Gericht dagegen zu der Auffassung, dass Schumann seinerzeit die Eingliederung seines Nachrichtendienstes in den SD nicht sabotiert habe, sondern dass er vielmehr „den ehrlichen Willen gehabt habe, den von ihm geleiteten Inlandsnachrichtendienst in den Sicherheitsdienst des RFSS uneingeschränkt zu überführen“, dass jedoch seine damaligen Mitarbeiter Wilhelm Zelger und Aumüller die Überführung hintertrieben hätten, indem sie entsprechende Befehle Schumanns nicht ausgeführt hätten. Schumann wurde daher zugutegehalten, dass er durch seine Mitarbeiter getäuscht worden sei. Daher wurde der Vorwurf, dass er seinen Vorgesetzten Reinhard Heydrich hintergangen und wissentlich die Anordnung Heßs vom Juni 1934 nicht befolgt habe – und dadurch in grober Weise gegen die Treue- und Gehorsamspflicht als SS-Führer verstoßen habe – zurückgenommen. Sein Ausschluss aus der SS wurde daher in eine (nicht unehrenhafte) Entlassung umgewandelt.
Aumüller betätigte sich nach dem Ende seiner Tätigkeit im APA als hauptberuflicher SA-Führer: Bis 1937 war er für die SA-Gruppe Thüringen tätig, um in diesem Jahr dann in die Oberste SA-Führung zu wechseln. Nach Beförderungen zum SA-Oberführer und zum SA-Brigadeführer (1937) erreichte er seinen höchsten Rang in der SA am 9. November 1942 mit der Beförderung zum SA-Gruppenführer.

### Zweiter Weltkrieg
Während des Zweiten Weltkriegs war Aumüller Leiter der Kammer 1 des Reichsehrenhofes im Hauptamt für Kriegsopfer. Daneben war er seit 1940 Beisitzer beim Volksgerichtshof und in dieser Eigenschaft an diversen Todesurteilen der NS-Justiz beteiligt, so z. B. im März 1943 gegen den Meißener Kaufmann William Otto Bauer, im August 1943 gegen den Juristen Theodor Korselt, den Maschinenschlosser Heinrich Oetting im Oktober 1943 oder im November 1944 gegen die Kranführerehefrau Emma Hölterhoff, die alle wegen Wehrkraftzersetzung zur Hinrichtung durch das Fallbeil verurteilt wurden: Bauer hatte im Juni 1942 im Gespräch mit einem Bekannten verlauten lassen, dass es politisch nur noch zwei Möglichkeiten für das deutsche Volk gebe: „entweder wir machen Hitler tot oder Hitler macht uns tot“. Korselt hatte während einer Straßenbahnfahrt geäußert, dass Hitler als Regierungschef aufgrund der Unmöglichkeit eines Sieges zurücktreten und Frieden gemacht werden müsse. Oetting hatte Arbeitskollegen auf der Vulkanwerft nach dem Sturz Benito Mussolinis im Juli 1943 erklärt, dass die deutsche Kriegslage aussichtslos sei und das Land in drei Monaten eine demokratische Regierung hätte. Und Hölterhoff hatte im Gespräch mit einigen jüngeren Männern bekundet, dass sie an ihrer Stelle, wenn sie an die Front geschickt würde, ihre Waffe wegwerfen, sich totstellen und zur Gegenseite überlaufen würde.